# Antiphrisson
Antiphrisson is een vliegengeslacht uit de familie van de roofvliegen (Asilidae).

## Soorten
- A. accessus Lehr, 1986
- A. adpressus (Loew, 1849)
- A. alaschanicus Lehr, 1986
- A. alpicola Lehr, 1986
- A. aspereum Lehr, 1986
- A. breviaristatus Lehr, 1972
- A. charanchoicus Lehr, 1987
- A. erenitus Lehr, 1986
- A. fossilis Lehr, 1986
- A. fuligineus Loew, 1871
- A. grunini Lehr, 1970
- A. koo Lehr, 1986
- A. malkovskii Lehr, 1970
- A. mica Lehr, 1986
- A. minor Lehr, 1970
- A. mitjaevi Lehr, 1964

- A. mongolicus Lehr, 1970
- A. monstrosus Lehr, 1986
- A. mujuncumus Lehr, 1986
- A. niger Lehr, 1970
- A. pecinensis Lehr, 1986
- A. schurovenkovi Lehr, 1970
- A. semivillosus Lehr, 1986
- A. solex (Enderlein, 1934)
- A. tenebrosus Lehr, 1972
- A. trifarius (Loew, 1849)
- A. zaitzevi Lehr, 1972